# Adrian Todor
Adrian Todor (n. 11 iulie 1977

) este un fost deputat român, ales în legislatura 2016-2020. 